# Herminio González Otero
Herminio González Otero (Carballino, 19 de marzo de 1940-6 de marzo de 2025) fue un futbolista español que se desempeñaba como defensa.

## Clubes
| Club             | País   | Año       |
| ---------------- | ------ | --------- |
| Celta de Vigo    | España | 1960-1971 |
| Cultural Leonesa | España | 1971-1973 |